# Клирвју (Западна Вирџинија)
Клирвју (енгл. Clearview) град је у америчкој савезној држави Западна Вирџинија.

## Демографија
По попису из 2010. године број становника је 565, што је 25 (-4,2%) становника мање него 2000. године.
| Група             | 2000.       | 2010.       |
| Белци             | 587 (99,5%) | 559 (98,9%) |
| Афроамериканци    | 0 (0,0%)    | 2 (0,4%)    |
| Азијати           | 2 (0,3%)    | 0 (0,0%)    |
| Хиспаноамериканци | 1 (0,2%)    | 2 (0,4%)    |
| Укупно            | 590         | 565         |